# Calonectris edwardsii
Calonectris edwardsii là một loài chim trong họ Procellariidae.